# Boy band

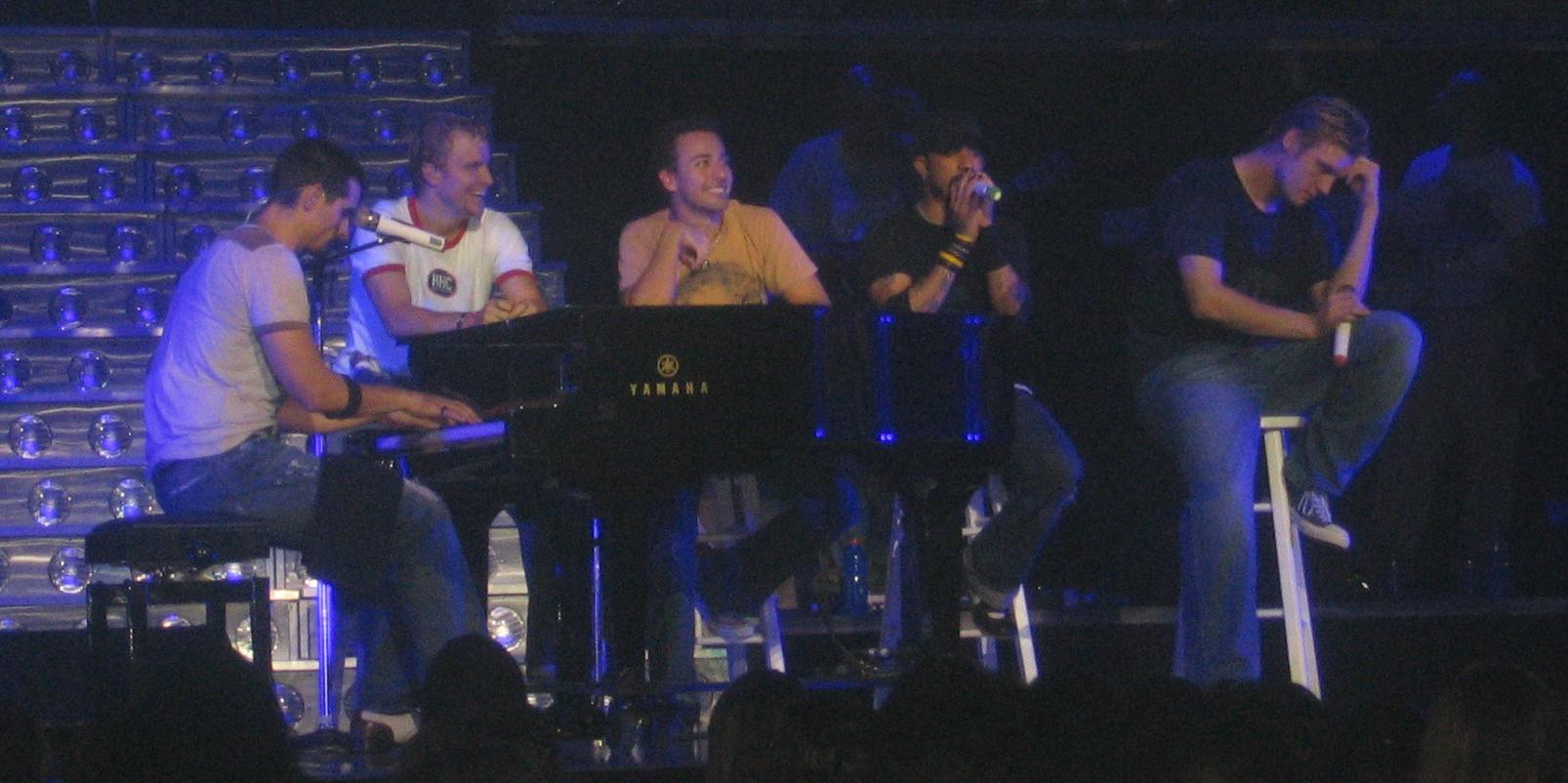
Backstreet Boys

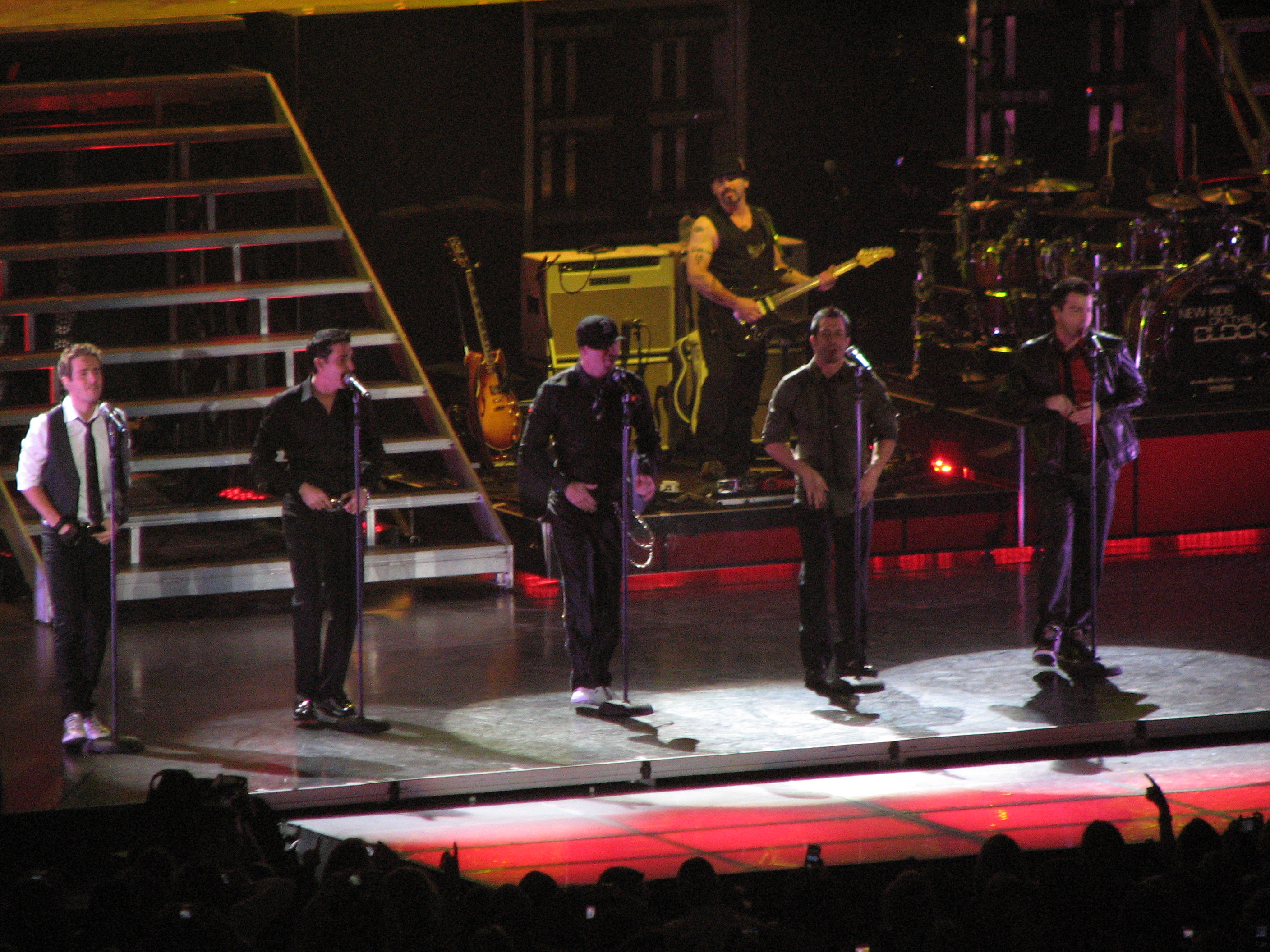
New Kids on the Block

Una boy band è una formazione di musica pop composta generalmente da cantanti giovani (tipicamente adolescenti) di sesso maschile. Solitamente la coreografia e il ballo sono un aspetto integrante delle boy band, che si accompagnano alla musica.
In ambiente anglosassone, i componenti di una boy band spesso provengono dai cori religiosi o da gruppi di musica ma altrettanto spesso sono creati da produttori che hanno già in mente cosa vogliono creare e scelgono le persone più adatte per realizzare il loro progetto. Ecco perché l'impressione generale che lascia una boy band è spesso quella di un prodotto «prefabbricato».
Nonostante le boy band di solito non scrivano i loro testi e non suonino strumenti, alcune di esse come i Bbmak (1999) e i Busted (2002) trovano successo scrivendo loro stessi canzoni e musica. Questi ultimi si specializzano nel pop punk, con testi divertenti e irriverenti.
In termini di copie vendute, i Backstreet Boys sono la boy band di maggior successo della storia con più di 140 milioni di dischi venduti. Seguono i New Kids on the Block (oltre 80), gli NSYNC (oltre 70) e i Boyz II Men (oltre 60).

## Storia

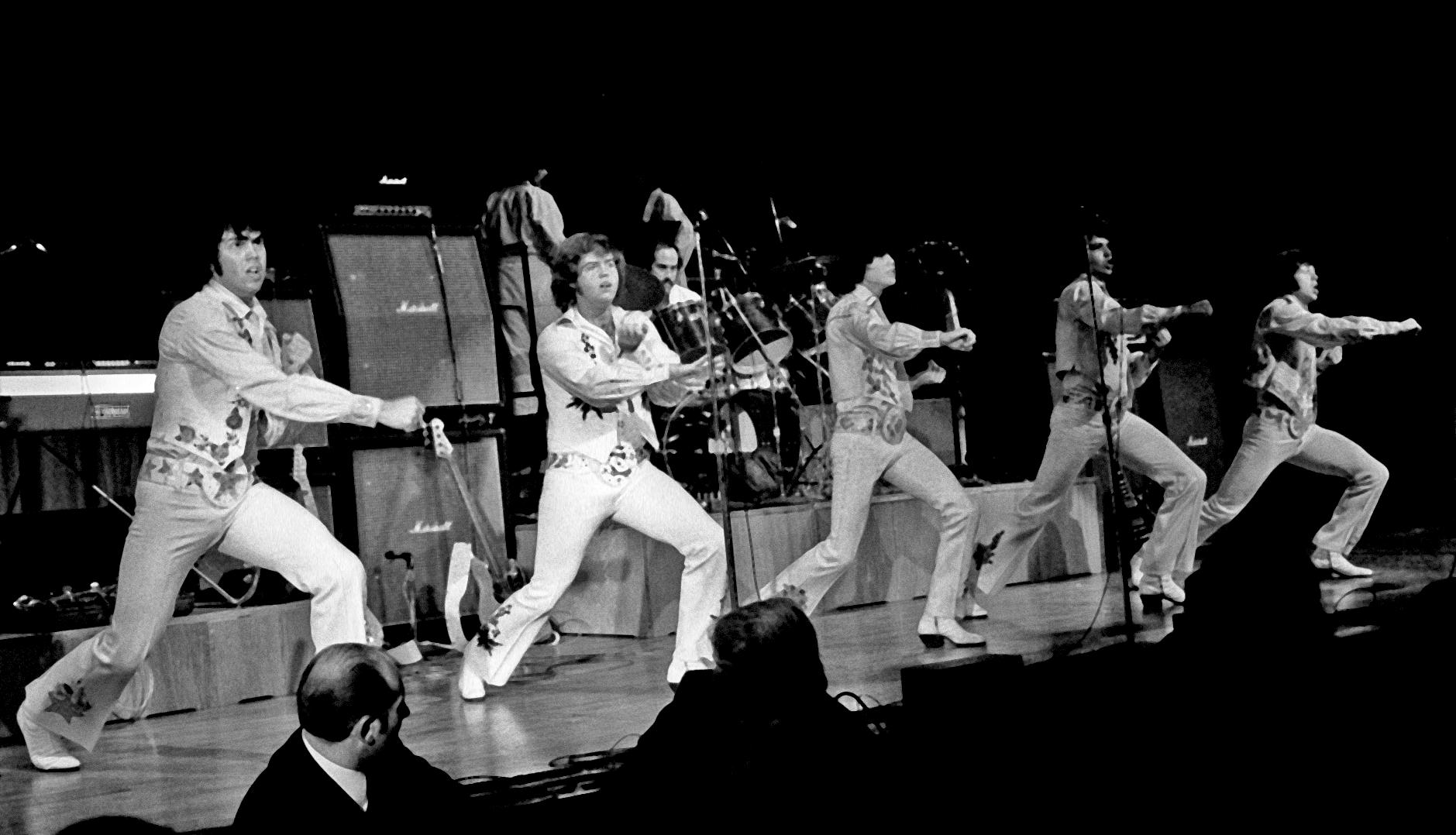
The Osmonds

Anche se gruppi come i The Osmonds o i The Jackson 5 negli anni 1960 sono adesso definiti come "boy band", il termine comincia ad essere usato dalla metà degli anni ottanta, quando negli Stati Uniti si formano i New Kids on the Block che riscuotono un notevole successo fino al loro scioglimento nel 1994.
All'inizio degli anni novanta ottengono successo i Boyz II Men, che mescolano il pop con suoni soul e r&b, piazzando hit significative come "End of the Road" e "One Sweet Day" con Mariah Carey.
La risposta dalla Gran Bretagna arriva con i Take That e i Boyzone, gruppi composti da ragazzi di bell'aspetto le cui canzoni sono essenzialmente romantiche ballate, aspetti grazie ai quali ottengono un notevole successo tra il pubblico femminile giovane. Dopo le rispettive separazioni, membri come Robbie Williams e Ronan Keating iniziano le loro carriere di solisti.
Una figura importante per la storia delle boy band è il produttore Lou Pearlman, che nel 1993 forma i Backstreet Boys, nel 1996 gli NSYNC e nel 2000 gli O-Town. Questi ultimi, negli anni di massima popolarità delle boy band, sono stati creati attraverso il reality show di MTV "Making the Band".
Nel 1997 gli Hanson, boyband statunitense composta dai fratelli Isaac, Taylor e Zac rilasciano il singolo di debutto "MMMBop" che si piazza al primo posto delle classifiche di 27 paesi nel mondo, tra cui Germania, Stati Uniti, Regno Unito e Australia, diventando così uno dei maggiori successi di sempre di una boy band.
Nel 2000 MTV crea la sua boy band parodia, i "2gether" per l'omonimo film TV. Lo show giocava con i tipici stereotipi delle boy band, come "il rubacuori", "il cattivo ragazzo" o "il ragazzo timido".
Tra il 1998 e il 2002 circa, altre boy band commercialmente 'minori' riscuotono discreto successo negli Usa, come i 98 Degrees, gli LFO e gli All-4-One. Questi ultimi vincono nel 1995 un Grammy Award grazie al loro maggior successo, "I Swear", cover del brano del cantante country John Michael Montgomery in versione R&B.
Negli anni 2000 in Gran Bretagna l'eredità dei Take That e dei Boyzone è presa dai Westlife, originari dell'Irlanda, mentre gli A1 e i 5ive sperimentano anche suoni dance o rap.
Nel 1999 l'album dei Backstreet Boys "Millennium" batte il record di vendite nella prima settimana, oltre a ricevere numerose nomination ai Grammy Award. Sarà poi battuto l'anno dopo da "No Strings Attached" degli NSYNC. In questi due album si trovano due tra le canzoni più iconiche della storia delle boyband, "Bye Bye Bye" degli NSYNC, che ha vinto tre premi agli MTV video music awards 2000 e "I Want It That Way" dei Backstreet Boys, che ha raggiunto il disco di platino in Australia, Belgio, Danimarca, Germania, Giappone, Nuova Zelanda, Svezia e Regno Unito.
Tra il 2001 e il 2003 il periodo d'oro delle boy band comincia a terminare e molte si sciolgono o prendono diversi anni di pausa. Non sono mancati episodi controversi: nel 2002 gli NSYNC si sciolgono principalmente perché schiacciati dalla voglia di Justin Timberlake di iniziare una carriera da solista. Nello stesso anno, i Dream Street, boy band dove aveva iniziato un giovanissimo Jesse McCartney, si separano in tribunale dopo che le madri dei ragazzi avevano accusato i produttori di averli esposti volutamente all'alcol e alla pornografia.
Nonostante questo tra il 2001 e il 2005 i Blue riscuotono un ottimo successo. Nel 2005 negli Stati Uniti si formano gli US5, l'ultimo gruppo messo insieme da Lou Pearlman, noti soprattutto per la loro partecipazione alla colonna sonora del terzo capitolo di High School Musical, e i Jonas Brothers, che fino al loro scioglimento nel 2013 diventano volti frequenti di Disney Channel.
Tra il 2013 e il 2014 molte boy band degli anni novanta tornano sulle scene, molte attraverso il programma inglese "The Big Reunion", mentre i Westlife si separano amichevolmente nel maggio 2012, i Take That e i New Kids On The Block tornano nel 2006 e nel 2008 e i Backstreet Boys sono dal 2005 tuttora in attività.
Tra il 2008 e il 2011 si assiste ad un nuovo ciclo di boy band, in Inghilterra con i JLS, i The Wanted e gli One Direction, e negli Stati Uniti con i Big Time Rush, protagonisti dell'omonimo show televisivo. Tutte le boy band inglesi sopracitate sono attualmente separate.
Il successo del sound latino degli ultimi anni ha portato a grande fama dal 2016 la boy band di musica latinoamericana CNCO, alla cui creazione ha collaborato Ricky Martin.
Inoltre, dal 2017 su ABC va in onda il talent "Boy Band" tra i cui giudici figura Nick Carter dei Backstreet Boys.
Se il trend delle boy band negli ultimi anni è notevolmente in ribasso in gran parte dei principali mercati, questo non succede in Asia, dove soprattutto in paesi come Giappone e Corea del Sud anche le boy band più classiche sono ancora popolarissime.